# 郭泉 (商人)

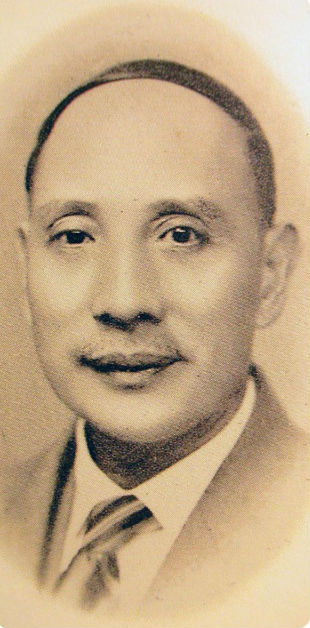
郭泉

郭泉（1875年—1966年4月13日），字鳳輝，永安百貨創辦人之一。
郭泉生於廣東香山，1898年投靠在澳洲創辦「永安果欄」的二哥郭樂，1904年以一千英鎊在斐濟開設「安泰公司」，業務包括經營百貨公司，以及開墾農地供貨予「永安果欄」。1907年8月28日，郭泉在香港以十六萬港元資本在中環皇后大道中167號創辦永安百貨，位置處於另一百貨公司先施百貨的斜對面，其後於1917年於上海開設分店，店址也是鄰近先施百貨。永安百貨取得成功後，郭氏兄弟的永安公司將香港和上海的生意擴展至地產、銀行、紡織、水火保險及人壽保險等範疇。
郭泉在香港曾任保良局及東華醫院總理。1936年11月，郭泉於制憲國民大會代表香港區僑胞代表初選得票頭三名，成為復選候選人，並於1937年7月21日於複選中獲勝，被中華民國政府委任為制憲國民大會代表香港區僑胞代表。香港日治時期，郭泉獲委任為以周壽臣為首的華民各界協議會的委員。當時郭泉曾被指"附逆"。重光後，香港鮮魚行總會主席楊蕚輝等發電報致國民政府主席蔣中正請查明真相，恢復香港區僑民代表郭泉國大代表資格。1946年郭泉獲撤銷通緝恢復國民大會香港僑民代表資格。
抗战之后于香港居住至过世。